# Long Melford
Long Melford (3017 ab. (2019), parrocchia civile 3518 (2011)) è un villaggio e parrocchia civile dell'Inghilterra, appartenente alla contea del Suffolk. La parrocchia civile comprende Bridge Street, Cuckoo Tye e Rodbridge Corner. Era sulla A134 fino a quando non è stata aggirata.

## Monumenti e luoghi d'interesse
- Kentwell Hall, residenza del XVI secolo[4][5][6]
- Melford Hall, residenza signorile simile alla precedente